# Пролетарськ (Росія)
Пролета́рськ (рос. Пролетарск) — місто в Ростовській області, Росія. Адміністративний центр Пролетарського району та Пролетарського міського поселення Ростовської області.

## Географія
Пролетарськ розташований за 230 км на південний схід від Ростова-на-Дону по магістралі «Ростов — Баку».
У межах міста протікає річка Манич — ліва притока Дону. У місті розташована залізнична станція Пролетарська Ростовського регіону Північно-Кавказької залізниці.

## Історія
Давня історія міста Пролетарська бере початок з греко-сарматського часу Донського краю та раннього середньовіччя Хазарського каганату та Великої Булгарії. На території міста біля лиману Чепрак знаходилося древнє городище, що представляє форпост на торговельному шляху з Кавказу.
У другій половині XIX століття Кара-Чаплацьку слободу відвідав великий князь Микола Миколайович і 3 липня 1875 з'явилося повеління царя: «Зарахувати в стан Донського козацького війська станицю на урочище Кара-Чаплак та іменувати її Великокняжеська». В 1915 у станиці Великокняжеській налічувалося 974 двори, 31221 десятина земельного забезпечення, проживало 4900 чоловіків і 4400 жінок. Тут розташовувалися управління окружного отамана, управління окружного військового начальника, окружна земельна рада, окружне казначейство, окружна земська лікарня, бактеріологічна станція, станичні правління, ветеринарна лікарня, 2 церкви, реальне училище, вище початкове жіноче 4-х класне училище, 2 парафіяльних училища, реміснича школа, заводи: 2 маслоробних, вапняний, черепичний, горшковий, цегляний, 3 парових і 9 вітряних борошномельних млинів. Щорічно 30 січня, 29 серпня і 1 жовтня проводилися ярмарки.
Внаслідок нового адміністративного поділу в 1924 було утворено Пролетарський район, а в 1925 станиця Великокняжеська перейменована на Пролетарську.
В 1944 до району приєднано частину території колишнього Калмицького району.
В 1963 сталося чергове укрупнення району за рахунок приєднання Орловського району, який в 1965 було виділено у самостійну адміністративну одиницю. У тому ж 1965 район було укрупнено за рахунок приєднання частини території Семикаракорського району.
Через ювілей станиці 24 липня 1970 відбулося її перейменували на місто Пролетарськ (районного підпорядкування).

## Нафтобаза
У місті розташована нафтобаза «Кавказ» (повна назва "ФДКУ комбінат «Кавказ») на 74 резервуари. 18 серпня 2024 її уразили українські дрони. Вогнем було охоплено 22 з 74 резервуарів. Площа пожежі сягнула 10 000 кв. м. Пролетарськ перебуває приблизно за 250 кілометрів від українського кордону, але це не завадило долетіти дронам.

## Відомі люди

### Уродженці
- Петроній Гай Аматуні (1916—1982) — російський радянський письменник-фантаст і дитячий письменник, військовий льотчик.